# Ел Ринкон (Истлавакан дел Рио)
Ел Ринкон (шп. El Rincón) насеље је у Мексику у савезној држави Халиско у општини Истлавакан дел Рио. Насеље се налази на надморској висини од 921 м.

## Становништво
Према подацима из 2010. године у насељу је живело 17 становника.

### Хронологија
| Година       | 2000         | 2005 | 2010 |
| ------------ | ------------ | ---- | ---- |
| Становништво | 39 (23 / 16) | 14   | 17   |

### Попис
| # | Индикатор                     | Вредност |
| - | ----------------------------- | -------- |
| 1 | Укупно домаћинстава           | 2        |
| 2 | Укупно насељених домаћинстава | 2        |
| 3 | Величина локације             | 1        |